# Kraa
Kraa, ou KRAA, est une trilogie de bandes dessinées réalisée par Benoît Sokal, composée dans l'ordre chronologique des albums : La Vallée perdue, L'Ombre de l'aigle et La Colère blanche de l'orage, édités aux Éditions Casterman, respectivement en septembre 2010, janvier 2012 et janvier 2014.

## Albums

### La vallée perdue
Kraa : La vallée perdue est le premier album de la série, paru le 22 septembre 2010. 
L'action se déroule au XXe siècle dans le Malaskar, un pays « perdu entre l'Alaska et la Sibérie ». Le lecteur y découvre Kraa, un aigle noir dont les parents viennent d'être tués, et qui s'élance seul de son nid pour mener sa vie d'aigle adulte. Avant même d'avoir quitté le nid, Kraa a développé un caractère particulièrement violent et sanguinaire.
Peu de temps après son envol, un jeune garçon indien du nom de Yuma aperçoit Kraa alors qu'il se promène à cheval avec son grand-père dans les bois de la région. Très vite, Yuma décide de venir en aide au jeune aigle qui a encore du mal à chasser ses proies. Yuma ne tarde pas à se rendre compte qu'il est capable de lire dans les pensées de l'aigle. Une amitié se noue alors entre le garçon et l'animal.
Au même moment, des affairistes peu scrupuleux décident de s'installer au Malaskar pour y exploiter les terres riches en minerai. Lors d'une expédition, les nouveaux venus rencontrent la tribu indienne et, sans véritable raison, décident de les massacrer. Yuma, qui était alors seul en forêt auprès de Kraa, est le seul survivant. En découvrant le massacre, Yuma décide de venger ses proches. Kraa l'accompagne dans cette aventure sanguinaire.
La plupart des acteurs du massacre périssent successivement sous les serres de l'aigle ou les flèches de l'Indien. Yuma est lui-même blessé et emmené au nouveau village pour y être soigné par le docteur Altman malgré la réticence de certains membres ayant participé au massacre. Chez le docteur, Yuma rencontre Emily, une orpheline qui s'intéresse au jeune Indien qui se réveille en étant persuadé d'être lui-même un aigle. Kraa ne tarde pas à venir à son tour en ville pour continuer à perpétrer la vengeance de son double spirituel et ramener Yuma avec lui dans les hauteurs sauvages inaccessibles aux hommes.

### L'ombre de l'aigle
Kraa: L'ombre de l'aigle est le deuxième album de la série, paru en janvier 2012. 
Yuma, remis de sa blessure par balle grâce aux soins du docteur Altman, est emporté dans l'antre de Kraa, accroché aux pattes de l'aigle avec qui il va vivre désormais. Pendant ce temps, Emily, la jeune orpheline sauvée et protégée par le médecin, est appelée sur le chantier du barrage sur la vallée pour soigner un ouvrier blessé. Elle échoue et son désespoir la pousse à poursuivre plus loin dans la vallée à la recherche de Yuma dont elle a fait la connaissance chez Altman. Kraa tente de la tuer pour protéger son territoire, mais Yuma lui intime par la pensée l'ordre de la préserver. Blessée par l'aigle, elle est à son tour soignée par Yuma, devenu mutique, dans la tradition indienne. Les deux jeunes adultes tombent amoureux et poursuivent leur vie dans la vallée paradisiaque sous l'œil jaloux de Kraa tandis que le chantier du barrage avance, menaçant d'inonder la vallée.        

### La colère blanche de l'orage
Kraa : La colère blanche de l'orage est le troisième et dernier album de la série, paru le 22 janvier 2014.
Le lecteur retrouve le personnage d'Emily en 1963, médecin à l'hôpital de Klontown, la mégapole qu'est parvenu à construire Klondike, l'homme d'affaires à l'origine du changement dans la vallée. Elle relit le journal qu'elle écrivait dans sa jeunesse. Elle y évoque la suite de son aventure avec Yuma et Kraa, où ceux-ci font preuve d'une grande violence dans la lutte contre les travaux du barrage. Plusieurs hommes sont tués sous les flèches de Yuma ou les serres de l'aigle. Emily désapprouve et, souffrant en outre du mutisme de Yuma, décide de regagner la ville et la civilisation. La tête de Kraa est mise à prix et Valski, un employé du chantier, victime du chômage, part avec son jeune fils dans la vallée pour tuer l'aigle et gagner la récompense. Emily croise leur chemin et sauve le jeune garçon des serres de Kraa en tuant l'aigle avec le fusil de Valski. À la fin du tome, on retrouve Emily au chevet d'un clochard mourant dans lequel elle reconnait Yuma. Elle est à ses côtés  pour les derniers instants de la vie de l'Indien que les rangers ont trouvé assis sur la glace du lac qui a désormais envahi sa vallée.

## Postface
Le dernier album est postfacé par Corine Sombrun en référence au chamanisme évoqué dans la série.

### Documentation
- Olivier Mimran, « Kraa, t.1 : le roi des cieux », dBD, no 46,‎ septembre 2010, p. 90.
- Benoît Sokal (interviewé) et Frédéric Bosser, « Kraa, le fils du ciel », dBD, no 46,‎ septembre 2010, p. 48-50.